# Prosper Bonaventure Ky
Prosper Bonaventure Ky (* 10. Januar 1965 in Toma, Nayala, Obervolta) ist ein burkinischer Geistlicher und römisch-katholischer Bischof von Dédougou.

## Leben
Prosper Bonaventure Ky studierte an den Priesterseminaren Saint Jean-Baptiste in Ouagadougou und Saint Pierre Claver in Bobo-Dioulasso. Am 23. Juli 1994 empfing er das Sakrament der Priesterweihe für das Bistum Dédougou.
Von 1994 bis 1998 unterrichtete er am Knabenseminar von Nasso in Bobo-Dioulasso. In den beiden folgenden Jahren war er Kaplan an der Kathedrale von Dédougou und von 2000 bis 2003 leitete er das Knabenseminar des Bistums in Tionkuy. Von 2003 bis 2010 studierte er in Rom an der Päpstlichen Universität der Salesianer, wo er in Psychologie promoviert wurde. Nach zwei Jahren in der Pfarrseelsorge in seiner Geburtsstadt wurde er 2012 ständiger Sekretär des afrikanischen Klerus in Burkina Faso und Verantwortlicher für das Studienhaus für Priester in Ouagadougou.
Papst Franziskus ernannte ihn am 24. April 2018 zum Bischof von Dédougou. Die Bischofsweihe spendete ihm der Erzbischof von Ouagadougou, Philippe Kardinal Ouédraogo am 21. Juli desselben Jahres in der Kathedrale von Dédougou. Mitkonsekratoren waren der Erzbischof von Bobo-Dioulasso, Paul Yemboaro Ouédraogo, und der Bischof von San, Jean-Gabriel Diarra.